# Бюльбюль-довгодзьоб сіроголовий
Бюльбю́ль-довгодзьоб сіроголовий (Bleda canicapillus) — вид горобцеподібних птахів родини бюльбюлевих (Pycnonotidae). Мешкає в Західній Африці.

## Опис
Довжина птаха становить 20,5-22 см. Самці важать 39,5-46,5 г, самки 36-40,5 г. У представників номінативного підвиду верхня частина тіла і хвіст оливково-зелені, голова сіра, горло і нижня частина тіла яскраво-жовті.

## Підвиди
Виділяють два підвиди:
- B. c. canicapillus (Hartlaub, 1854) — поширений від Гвінеї-Бісау до південно-західного Камеруну;
- B. c. morelorum Érard, 1992 — поширений в Сенегалі і Гамбії.

## Поширення і екологія
Сіроголові бюльбюлі-довгодзьоби живуть у вологих рівнинних тропічних лісах, вологих чагарникових заростях і сухій савані на висоті до 1000 м над рівнем моря.

## Поведінка
Сіроголові бюльбюлі-довгодзьоби харчуються комахами, іншими безхребетними, дрібними хребетними і плодами.